# Sergei Vonsovski
Sergei Vasilevitch Vonsovski (em russo:  Сергей Васильевич Вонсовский; Tashkent, 1910 — Ecaterimburgo, 1998) foi um físico soviético e russo.

## Publicações selecionadas
- S. V. Vonsovski & Y. S. Shur, Ferromagnetism (Moscow, 1948)
- S. V. Vonsovski, Ferromagnetic Resonance (Pergamon: Oxford, 1966)
- S. V. Vonsovski, Magnetism (Wiley, 1974), in two volumes
- S. V. Vonsovski, Magnetism of elementary particles (Moscow, 1975)
- S. V. Vonsovski and M. I. Katsnelson, Quantum Solid State Physics (1989)